# Borensberg
Borensberg is een plaats in de gemeente Motala in het landschap Östergötland en de provincie Östergötlands län in Zweden. De plaats heeft 2886 inwoners (2010) en een oppervlakte van 232 hectare.
Het ligt ongeveer 15 km ten oosten van Motala, naast het Göta kanal en het meer Boren, en heeft een kleine industriezone voornamelijk gekend voor kunststofverwerking (onder andere plaatproducent Arla Plast).
De oorspronkelijke naam was Husbyfjöl, volgens de eerste vermeldingen in 17 april 1307. Het stond vermeld als de plaats van een brug op de weg Skänninge-Örebro. Het was ook bekend dat er een drankgelegenheid was tijdens het bewind van koningin Christina van Zweden.
De aanleg van het Göta kanaal had een grote invloed op de stad. Daardoor kreeg het zijn huidige naam, en groeide het dorp uit tot zijn huidige grootte.
Husbyfjöl markt wordt jaarlijks in september gehouden.

## Verkeer en vervoer
Bij de plaats lopen de Riksväg 34 en Länsväg 211.

## Geboren
- Sven-David Sandström (1942-2019), Zweeds componist